# Episodi di Un passo dal cielo (quarta stagione)

Screenshot dalla sigla della quarta stagione della serie

La quarta stagione della serie televisiva Un passo dal cielo è stata trasmessa in prima visione in Italia da Rai 1 dal 17 gennaio al 21 marzo 2017.
| n° | Titolo                  | Prima TV Italia  |
| -- | ----------------------- | ---------------- |
| 1  | La maschera del diavolo | 17 gennaio 2017  |
| 2  | Il sentiero verso casa  | 20 gennaio 2017  |
| 3  | Sfida verticale         | 20 gennaio 2017  |
| 4  | L'accusa                | 26 gennaio 2017  |
| 5  | La trappola             | 26 gennaio 2017  |
| 6  | Il sacro fuoco          | 2 febbraio 2017  |
| 7  | Spiriti liberi          | 2 febbraio 2017  |
| 8  | Oltre l'infinito        | 16 febbraio 2017 |
| 9  | La ragazza del lago     | 16 febbraio 2017 |
| 10 | La bella addormentata   | 23 febbraio 2017 |
| 11 | Preda innocente         | 23 febbraio 2017 |
| 12 | L'uomo dei lupi         | 2 marzo 2017     |
| 13 | Radici                  | 2 marzo 2017     |
| 14 | Legami di sangue        | 7 marzo 2017     |
| 15 | Il morso del dolore     | 7 marzo 2017     |
| 16 | La scelta               | 14 marzo 2017    |
| 17 | Ferita mortale          | 14 marzo 2017    |
| 18 | Il volto del demone     | 21 marzo 2017    |

## La maschera del diavolo
- Diretto da:
- Scritto da:

### Trama
Dopo la partenza di Pietro per il Nepal, a San Candido arrivano il nuovo capo della forestale, Francesco Neri, e una giovane etologa, Emma, giunta per occuparsi di un progetto sul reinserimento dei lupi. Vincenzo ed Eva sono ormai una coppia, lei cerca con fatica di portare avanti il progetto del bed and breakfast, ma l'arrivo di una star a San Candido, giunta lì appositamente per Eva, cambierà le carte in tavola. La polizia e la forestale vengono messe in allarme dalla scomparsa di due ragazze, una delle quali viene ritrovata legata in un campo e con una maschera da krampus sul volto.
- Nota: questo episodio ha una durata di 120 minuti ed è il primo con Francesco Neri come protagonista.
- Altri interpreti: Daniela Virgilio, Francesca Piroi, Luca Fiamenghi, Pierangelo Menci, Cristina Marino, Cristian Popa, Pia Engleberth, Alberto Giusta, Mario Pirrello, Francesco Castiglione, Giulia Martna Faggioni, Valentina Tomada, Fabrizio Rizzolo, Luca Ricalzone, Mattia Roma, Simone Gandolfo
- Ascolti: telespettatori 6 231 000 – share 24.2%[3]

## Il sentiero verso casa
- Diretto da:
- Scritto da:

### Trama
Mentre viene ritrovata in fin di vita una giovane donna giunta in vacanza a San Candido, Francesco cerca di redarguire sua moglie Livia sulla pericolosità del maestro. Vincenzo invece conosce Cristina, la sorella di Huber, giunta a San Candido per gli ultimi preparativi per il suo matrimonio.
- Altri interpreti: Daniela Virgilio, Francesca Piroi, Pierangelo Menci, Cristina Marino, Cristian Popa, Sergio Romano, Davide Lorino, Antonio De Matteo (Hans), Valentina Tomada, Alice Mangione, Yaser Mohamed, Maya Talem, Gianluca Gambino, Maria Chiara Giannetta (Mariella Santorini), Mattia Roma
- Ascolti: telespettatori 5 887 000 - share 22,20%

## Sfida verticale
- Diretto da:
- Scritto da:

### Trama
Francesco viene preso in ostaggio da tre narcotrafficanti che si ritrovano in alta montagna dopo un atterraggio di fortuna: le cose si complicano ancora di più quando viene coinvolta anche Emma. Intanto Vincenzo è alle prese con il desiderio di vendetta di Cristina nei confronti di Hans e deve fare i conti con il sospetto che Eva lo tradisca con Fedez.
- Altri interpreti: Daniela Virgilio, Francesca Piroi, Pierangelo Menci, Antonio De Matteo (Hans), Cristina Marino, Cristian Popa, Pia Engleberth, Paola Sambo, Guglielmo Pinelli, Andrea Napoleoni, Francesco Castiglione, Nicoletta Nigro, Raffaele Ausiell, Mattia Roma, Nathalie Rapti Gomez (Pamela Arduini)
- Ascolti: telespettatori 5 627 000 - 25,31%

## L'accusa
- Diretto da:
- Scritto da:

### Trama
Una donna viene trovata in fin di vita. Il principale sospettato è proprio Francesco, il nuovo capo della forestale. Questo evento scuote generana incertezze perfino tra i suoi colleghi e nemmeno Emma, sembra credergli. La ragazza infatti ha visto Francesco litigare proprio con la vittima la sera dell'aggressione. Vincenzo fa di tutto per far fallire il rapporto lavorativo tra Fedez e Eva con l'aiuto di Cristina.
- Altri interpreti: Daniela Virgilio, Francesca Piroi, Luca Fiamenghi, Pierangelo Menci, Cristina Marino, Cristian Popa, Sandra Franzo, Francesco Castiglione, Martina De Santis, Giampiero Mancini, Mattia Roma
- Ascolti: telespettatori 5 871 000 - share 21,92%

## La trappola
- Diretto da:
- Scritto da:

### Trama
Il rapimento di un tranquillo medico di San Candido allarma tutti, l'autore sembra essere un esperto di tecniche militari. Francesco, sempre più coinvolto, inizia a indagare sull’accaduto, intuendo che il rapitore possa avere motivazioni profonde e un legame con la vittima. Mentre il caso si fa più complesso, anche la vita privata dei protagonisti si intreccia con il caso, creando tensioni e colpi di scena che esplorano i rapporti tra i personaggi. Nel frattempo l'arrivo della madre di Vincenzo porta scompiglio.
- Altri interpreti: Daniela Virgilio, Prospero Richelmy, Lavinia Biagi, Federigo Ceci, Pierangelo Menci, Cristina Marino, Cristian Popa, Luca Fiamenghi, Alice Mangione, Barbara Folchitto, Liborio Natali, Mattia Roma, Anita Zagaria
- Ascolti:

## Il sacro fuoco
- Diretto da:
- Scritto da:

### Trama
- Altri interpreti: Daniela Virgilio, Francesca Piroi, Paolo De Giorgio, Alice Mangione, Pierangelo Menci, Cristina Marino, Federico Maria Galante, Beatrice De Luigi, Alfredo Vasco, Mattia Roma, Silvia Cohen
- Ascolti:

## Spiriti liberi
- Diretto da:
- Scritto da:

### Trama
- Altri interpreti: Daniela Virgilio, Francesca Piroi, Pierangelo Menci, Francesco Castiglione, Cristina Marino, Cristian Popa, Lauro Versari, Alberto Basaluzzo, Roberta Mattei, Fabrizio Rizzolo, Carlotta Lo Greco, Carlo Zanotti, Mattia Roma
- Ascolti:

## Oltre l'infinito
- Diretto da:
- Scritto da:

### Trama
- Altri interpreti: Francesca Piroi, Marco Giuliani, Luca Fiamenghi, Pierangelo Menci, Cristina Marino, Federica Sabatini, Tiziana Piergianni, Giancarlo Commare, Alice Mangione, Mattia Roma
- Ascolti:

## La ragazza del lago
- Diretto da:
- Scritto da:

### Trama
Viene ritrovato sul lago di Dobbiaco il corpo di Eleonora. Zoe è sopraffatta dal dolore per la morte della sorella. Francesco cerca di starle vicino, condividendo con lei il lutto della morte del figlio. Sul corpo di Eleonora vengono trovati gli stessi nodi con cui è stata legata anche Anna Hofer, rapita anche lei insieme a Eleonora. Si scopre inoltre che Eleonora era incinta di due mesi, e si era rivolta a un ginecologo in Austria insieme a un uomo misterioso. Francesco è convinto che il padre del bambino sia Kroess, ma il test del DNA dice che Kroess non è il padre del bambino.
Tommaso vede Anna ancora una volta minacciata da Stephen, il suo fidanzato, e lo allontana. La sera stessa Stephen, ubriaco, provoca Tommaso e poi lo aggredisce con una botta in testa, facendogli perdere i sensi. Berger poi ruba la pistola di ordinanza del forestale.
Dal video del sequestro della Hofer e di Eleonora si viene a scoprire che gli orecchini del filmato sono diversi da quelli trovati sul corpo della vittima. Il gioielliere riconosce gli orecchini e dice che è stato Stephen a comprarli. L'uomo riesce a scappare, armato con la pistola di Tommaso, in moto. Stephen ed Eleonora avevano una relazione, si presume sia stato Berger a girare il video del sequestro nella grotta e a organizzare la messinscena delle maschere da krampus e del rito esoterico per sviare le indagini. La Hofer mente alla polizia sul fatto che non sapeva nulla della relazione tra Eleonora e Berger. Tommaso capisce tutto, ma tace per proteggere la ragazza. Francesco durante il tragitto per tornare a casa si imbatte nel pittore che aveva scoperto il corpo di Eleonora, e riconosce in una foto Anna Hofer, che veniva sempre al lago. La Hofer è tornata al lago anche dopo la scomparsa di Eleonora, perché in realtà è stata lei ad aggredirla, arrabbiata del fatto che lei sia rimasta incinta di Berger. La Hofer è scappata via e ha chiamato Stephen raccontandole dell'accaduto: lui avrebbe gettato il corpo nel lago. Per giustificare il tutto, i due ragazzi hanno tirato fuori il caso della ragazza uccisa con in volto la maschera del diavolo, e organizzato la messinscena del rapimento.
Tommaso parla con Neri e gli dice di aver smarrito la pistola di ordinanza mentre seguiva dei bracconieri.
Il caso di Eleonora Sartori sembra chiuso, ma Francesco si domanda come mai Kroess abbia taciuto sul fatto che conosceva Eleonora. Poco dopo, si vede il Maestro minacciato da Stephen, il quale vuole indietro i suoi soldi. Vincenzo è alle prese con Diego, il figlio che Silvia ha avuto da Tobias; il bambino, convinto che il suo papà sia proprio Vincenzo, è stato affidato alla zia, la sorella di Silvia, perché la veterinaria è all'estero per lavoro. Il commissario cerca di allontanare il bambino da lui, ma Eva prova a fargli capire che sta trattando male Diego per ripicca nei confronti di quello che gli ha fatto Silvia. Vincenzo, che poco a poco si affeziona a Diego, passa del tempo con lui e gli insegna ad andare in bici. Eva e Huber lo osservano, e hanno modo di vedere come potrebbe essere un buon padre. Ma soprattutto Eva lo osserva, visto che ha un ritardo di circa 8 giorni, e ha paura di poter aspettare un bambino, proprio adesso che deve partire per Los Angeles per girare un nuovo film insieme a Fedez!
Il test di gravidanza recita che la Fernandez non è incinta, ma la modella dice a Vincenzo che quando lo ha saputo per lei è stato un sollievo. È a questo punto che Vincenzo capisce che in questo momento lui ed Eva vogliono cose diverse, perché lei non è pronta a rinunciare alla sua carriera per volere davvero un figlio e una famiglia con lui, e i due si lasciano. Emma deve fare dei controlli in ospedale, e Francesco la accudisce in palafitta, perché ha paura della malattia. L'indomani Emma sviene e Francesco la porta in ospedale.
- Altri interpreti: Daniela Virgilio, Francesca Piroi, Luca Fiamenghi, Pierangelo Menci, Alberto Giusta, Valentina Tomada, Cristina Marino, Giulia Martina Faggioni, Francesco Castiglione, Mattia Roma, Alfredo Pea
- Ascolti:

## La bella addormentata
- Diretto da:
- Scritto da:

### Trama
- Altri interpreti: Daniela Virgilio, Francesca Piroi, Cristina Marino, Francesco De Vito, Pierangelo Menci, Toni Fornari, Francesco Castiglione, Fabrizio Rizzolo, Alice Mangione, Matteo Sintucci, Stefano Annoni, Viola Graziosi, Juju Di Domenico, Mattia Roma, Davide Pinter
- Ascolti:

## Preda innocente
- Diretto da:
- Scritto da:

### Trama
- Altri interpreti: Francesca Piroi, Cristina Marino, Cristian Popa, Gianluca Fubelli, Katia Greco, Pierangelo Menci, Gregorio De Paola, Francesca Gamba, Ezio Budini, Alessandro Mor, Francesco Castiglione, Fabrizio Rizzolo, Mattia Roma
- Ascolti:

## L'uomo dei lupi
- Diretto da:
- Scritto da:

### Trama
- Altri interpreti: Francesca Piroi, Pierangelo Menci, Cristina Marino, Cristian Popa, Andrea Pennacchi, Chiara Degani, Sara Franchetti, Claudio Abbiati, Luca Filippi, Orfeo Orlando, Mattia Roma
- Ascolti:

## Radici
- Diretto da:
- Scritto da:

### Trama
- Altri interpreti: Francesca Piroi, Cristian Popa, Luca Bastianello, Giulio Cristini, Pierangelo Menci, Alice Mangione, Antonio De Matteo (Hans), Maurizio Fanin, Teresa Acerbis, Fabrizio Rizzolo, Aldo Vinci, Carlotta Graverini, Jean-Baptiste Candela, Mattia Roma
- Ascolti:

## Legami di sangue
- Diretto da:
- Scritto da:

### Trama
- Altri interpreti: Daniela Virgilio, Francesca Piroi, Cristian Popa, Edoardo Ribatto, Pierangelo Menci, Paolo Fosso, Massimo Cimaglia, Tiziana Bagatella, Fabrizio Rossi, Giuliano Chiarello, Lana Vladi, Daniela Camera, Mattia Roma, Barbara Foria
- Ascolti:

## Il morso del dolore
- Diretto da:
- Scritto da:

### Trama
- Altri interpreti: Daniela Virgilio, Cristian Popa, Mauro Conte, Pierangelo Menci, Lana Vladi, Fabrizio Rizzolo, Antonio Gargiulo, Filippo Pagotto, Antonella Bavaro, Riccardo Vianello, Lorenzo Degl' Innocenti, Sinne Mutsaers
- Ascolti:

## La scelta
- Diretto da:
- Scritto da:

### Trama
- Altri interpreti: Daniela Virgilio, Francesca Piroi, Alberto Molinari, Cristina Marino, Cristian Popa, Pierangelo Menci, Alberto Giusta, Mauro Conte, Michele Nani, Valentina Tomada, Alice Mangione, Lana Vladi
- Ascolti:

## Ferita mortale
- Diretto da:
- Scritto da:

### Trama
- Altri interpreti: Daniela Virgilio, Francesca Piroi, Cristina Marino, Luca Fiamenghi, Pierangelo Menci, Valentina Tomada, Francesco Castiglione, Mattia Roma, Andrea Piedimonte, Federica Rosellini, Gianni Franco, Caterina Casini, Claudia Gaffuri
- Ascolti:

## Il volto del demone
- Diretto da:
- Scritto da:

### Trama
Tommaso, rinvenuto sul luogo dell'omicidio di Stephen, viene arrestato. Neri, che ha sospetti su Kroess, lo interroga, ma il suo alibi viene confermato da Emma: quel giorno erano andati a Bressanone per la messa in suffragio della fidanzata di Albert. Nel nascondiglio di Stephen viene trovato il cellulare con cui Stephen ed Eleonora ricattavano il vero padre della bambina: Tiziano Hofer, lo zio di Anna. Quando la polizia arriva, però, Tiziano viene trovato morto, suicida. Zoe, saputo del ricatto della sorella a Hofer, cerca di uccidersi gettandosi nel lago, ma viene tratta in salvo da Francesco. Neri scopre da Zoe che Livia e il Maestro si sono incontrati, e capisce che la moglie ha solo fatto finta di ricostruire il loro matrimonio per allontanarlo da Deva e San Candido. Zoe trova in camera di Eleonora un videoregistratore, nel quale la sorella ha registrato, in più giorni, i momenti belli trascorsi con Zoe, la storia d'amore con Tiziano, la gravidanza non voluta dal vero padre, gravidanza di cui era al corrente Kroess, il quale ha accompagnato la Sartori in Austria dal ginecologo per un consulto. Kroess ed Eleonora hanno ricattato Hofer, i cui soldi sarebbero serviti per finanziare la comunità di Kroess e per dare un futuro a Zoe. Mentre Francesco capisce che a uccidere Stephen è stata Ada, una delle collaboratrici di Deva, mancina, la polizia scopre che la SIM del cellulare ritrovato nel nascondiglio di Stephen appartiene a Kroess. Zoe affronta il Maestro, che confessa, davanti a Livia, di aver ucciso personalmente Eleonora dopo essere stata aggredita da Anna. Eleonora si era rifiutata di andare avanti con il ricatto a Tiziano, e aveva messo in pericolo la vita della comunità. Kroess, messo alle spalle al muro dall'arrivo della polizia e dei forestali, minaccia Zoe con un coltello. Nel tentativo di proteggere Zoe e Francesco, Livia si scaglia contro Albert, che la accoltella a morte. Livia muore fra le braccia di Francesco, non prima di avergli detto quanto è stata fortunata ad averlo avuto come marito e padre di suo figlio. Neri insegue Kroess, nel frattempo fuggito, ma poco dopo riesce a raggiungerlo e ad arrestarlo. Eva e Vincenzo si riavvicinano, e Cristina non perde occasione di intromettersi, ormai certa di amare Nappi. La Fernandez riceve una proposta di lavoro per un film americano, ma Vincenzo crede che la donna con lui non sarebbe felice, così la lascia ancora una volta libera di cercare la sua strada. Grazie anche a Cristina, rassegnata al fatto che il suo amore non è corrisposto, Eva strappa il contratto che aveva firmato e torna dall'amato Vincenzo, rimettendosi insieme. Tommaso, scarcerato, lascia Anna e si riconcilia con Natasha, mentre Zoe può finalmente ricredersi su Eleonora, che ha voluto proteggerla fino alla fine. La serie si conclude con Emma che impara finalmente a nuotare, e con Francesco che sul lago di Braies, contempla la visione di un'aquila che vola, sorridendo alla vita.
- Nota: questo episodio ha una durata di 120 minuti.
- Altri interpreti: Daniela Virgilio, Francesca Piroi, Cristina Marino, Pia Engleberth, Alberto Molinari, Luca Fiamenghi, Pierangelo Menci, Alberto Giusta, Valentina Tomada, Giulia Martina Faggioni, Francesco Castiglione, Alice Mangione, Martina De Santis
- Ascolti: